# Eric Lewis (pianista)
Eric Robert Lewis (nacido el 13 de mayo de 1973), popularmente conocido como ELEW, es un pianista estadounidense de jazz quién ha tenido éxito con otros géneros como rock y música de pop. Es conocido por su poco convencional estlo físico de tocar, que incluye deshacerse del banco o jalar directamente las cuerdas del piano. También se le conoce como el creador del "Rockjazz", un género que "toma el aspecto improvisacional del jazz y lo hila a través del ojo de aguja del rock.'"
Lewis empezó su carrera como músico de jazz purista, tocando junto a artistas de jazz como Wynton Marsalis, Cassandra Wilson, Elvin Jones, Jon Hendricks, y Roy Hargrove. También fue miembro de la Orquesta de Jazz del Centro Lincoln, en Nueva York. Finalmente se interesó en el rock e inició una carrera como músico solista mezclando géneros. Rápidamente obtuvo reconocimiento por "Rockjazz", covers instrumentales de éxitos de Rock como 'Paint it black' de los Rolling Stones', y 'Mr Brightside' de The Killers. Lanzó su primer álbum de covers instrumentales titulados "ELEW Rockjazz Vol. 1", con su propia marca disquera, Ninjazz Entertainment, en marzo de 2010.
Su estilo distintivo le ha ayudado a tener una gran cantidad seguidores, incluyendo a celebridades como Barack y Michelle Obama (para quienes tocó en la Casa Blanca), Leonardo DiCaprio, Donna Karan, Téa Leoni, David Duchovny, Hugh Jackman, Bosque Whitaker, y Gerard Butler. Durante su carrera, ha tocado con músicos como Sting, The Roots, Natalie Cole, y Esperanza Spalding. En la primavera de 2011, acompañó al compositor y cantante Josh Groban como el acto de apertura en su tour en Estados Unidos. Por esa  misma época, aparece en una audición en la serie de America's Got Talent , donde recibe una ovación de pie por la audiencia y calificaciones positivas de los tres jueces. A pesar de su recepción positiva, tuvo que salir de la competición debido al tour con Groban.
En agosto de 2012,  fue incluido por Mike Stud en el remix de la canción de Maroon 5, "One more night". El 28 de agosto de 2012 Lewis dio a conocer su segundo álbum como solista: ELEW Rockjazz Vol. 2.
A finales de 2015 ELEW dio un concierto de preestreno de su siguiente álbum And To The Republic con Jeff "Tain" Watts y Reginald Veal en el Dizzy's Club Coca-Cola. And To The Republic La República fue estrenado en noviembre de 2016. Desde su concepción el álbum ha sido alabado por algunos de los más importantes programas y publicaciones de jazz, como el programa de NPR Jazz Night In America de Christian McBride, Jazz-Times, Downbeat, y All About Jazz.
En el verano de 2016, ELEW obtuvo el Premio Novus en la Sede de las Naciones Unidas para su contribución musical y artística. ELEW también ha destacado en las celebraciones del Festival De Cine de Sundance, como DJ en varios cabarets, tocando el piano en exclusivas fiestas privadas en Art Basel", y hasta tocando el teclado para una canción escrita por el super ordenador de IBM Watson.

## Carrera y primeros años
Lewis nació en Camden, New Jersey en 1973, donde  estudió piano desde niño. Se graduó del Instituto Overbrook en 1991 y recibió una beca al mérito para estudiar en Escuela de Manhattan de Música, donde  se graduó en la Lista del Decano en 1995. Después de graduarrse empieza a hacer tours con Wynton Marsalis y Cassandra Wilson.

## Carrera tardía y "Rockjazz"
Lewis busca éxito fuera del mundo del jazz, al desilusionarse después de que su disco como solista no se materializara. Alrededor de este tiempo escucha su primer álbum de rock, Meteora de Linkin Park, el cual causa una profunda impresión en sus sensibilidades musicales. Tomando "ELEW" como nombre artístico, se dedicó a crear un estilo musical que combinara el jazz instrumental con su nueva pasión por el rock y pop. Le da el nombre de "Rockjazz" a este nuevo estilo. Ajustando su presencia en el escenario, se deja crecer un afro y adopta un estilo distintivo de vestir, por ejemplo poniendo avambrazos sobre trajes a la medida. Se deshace del banco de su piano y empieza a tocar delante de su instrumento, en ocasiones jalando directamente las cuerdas desde el interior y usando el casco de madera como instrumento de percusión.
Su primer encuentro con la fama "mainstream" fue en la Conferencia TED 2009 en Long Beach. Durante su presentación tocó un cover de  Going Under de Evanescence y una composición original. La diseñadora de modas Donna Karan estuvo presente en esa Conferencia TED y pidió al pianista componer una pieza original inspirada en su colección de otoño, y tocarla en vivo en la pasarela de su siguiente show de moda en Nueva York. La secretaria de eventos sociales de la Casa Blanca, Desiree Rogers estuvo presente en ese espectáculo de moda e invita a Lewis a tocar para el Presidente Barack Obama y la primera dama Michelle Obama. Mientras tanto, videos de ELEW en YouTube ganaban atención, incluyendo una reseña en el periódico inglés The Guardián.
En marzo de 2010, Lewis lanzó su primer álbum como ELEW titulado "ELEW Rockjazz Vol. 1", mediante la disquera independiente que fundó ese mismo año, Ninjazz Entertainment. El disco incluye trece covers de rock y canciones de pop por artistas como Coldplay, The Knife, y Radiohead. El vídeo de música para su cover de "Smells like teen spirit" de Nirvana fue dirigido por el cineasta japonés Ryuhei Kitamura.
En 2011 el cantante-compositor Josh Groban vio un vídeo de Lewis en YouTube y le pidió ser el acto de apertura en su "Straight to you" tour, constando de sesenta fechas en los Estados Unidos, incluyendo arenas como el STAPLES Center y Madison Square Garden.
En la primavera de 2011, Lewis participó en las audiciones de Nueva York para America's Got Talent, donde su versión de Lynyrd Skynyrd  "Sweet home Alabama" obtuvo una ovación de pie y aclamación de los tres jueces, con Piers Morgan llamándolo "algo genial." Sin embargo, se vio forzado a salir de la competición debido a un conflicto con el tour con Groban.
En agosto de 2012, lanzó su siguiente título "ELEW Rockjazz Vol. 2". El disco contiene catorce pistas: doce covers de canciones populares por artistas como Michael Jackson, The Doors, Empire of the Sun, The Bravery, Foo Fighters y más, así como dos composiciones originales. Emurg.com dio el álbum una reseña positiva, declarando “ELEW crea algo impactante, algo mágico….“Rockjazz Vol. 2” es una de aquellas cosas  tienes que oír para creer.”
Lewis produjo y tocó el piano en "IANAHB", el décimo álbum del rapero Lil Wayne's, I am not a human being II, lanzado en marzo de 2013.